# 1967年東京都知事選挙
1967年東京都知事選挙（1967ねんとうきょうとちじせんきょ）は、1967年（昭和42年）4月15日に執行された東京都知事選挙。第6回統一地方選挙の一環として実施された。

## 概説

### 1966年 - 1967年1月
1966年4月1日、総評議長の太田薫は東北肥料のオルグのため秋田市を訪れた際、記者会見を開き、突如として都知事選出馬の意思を表明した。同年5月9日、今度は福岡県大牟田市で記者会見し、総評議長辞任の意向を表明し、8月4日付で議長の座を退いた。しかし都知事選出馬については総評全体の支持を得られず、特に右派グループから反対を受けた。
同年5月、公明党は都知事の東龍太郎の3選反対を表明。同年7月、同党書記長の北条浩は文京公会堂で開かれた党大会で、都知事選の候補者の選び方として4つの案を提示した。聴衆はこのとき「党独自の候補を立てる」という案にのみはげしい拍手を送った。
同年8月、日本社会党と公明党の政策協定が暗礁に乗り上げ、太田は出馬を断念した。
同年11月、大内兵衛をはじめとする文化人、学者たちが太田に出馬をするよう強く要請。大内らの働きかけを受け、社会党書記長の成田知巳、党東京都本部書記長の曽我祐次も太田に出馬要請した。
同年12月3日、第1次佐藤第3次改造内閣が発足。佐藤栄作首相は自民党の役員人事も同時に行い、党幹事長を田中角栄から福田赳夫に交代させた。これにより、後継は福田であるとの佐藤の意思が明確になった。
1967年1月29日に行われた第31回衆議院議員総選挙は、公選法の改正により、議席数が前回選より19増え「486」となった。自民党は1議席減で善戦。衆議院に初進出した公明党は25議席を獲得。民社党は23から30へ躍進。一方、社会党は1議席減という結果を受けて「敗北声明」を出すに至った。そのため都知事選での挽回を期すこととなった。

### 民社自民 vs 社会共産 vs 公明
1967年2月1日、佐藤栄作は、東都政で筆頭副知事を務めた内務官僚出身の鈴木俊一の擁立を念頭におきつつ、公明党との連携を模索し始めた。
2月5日、創価学会は第82回臨時本部幹部会を日本武道館で開催。池田大作は2万人余りの聴衆に向かって、公明党の独自候補の擁立について「全面的に党の首脳部、中央幹部会に一任したいと思いますがいかがでしょうか」と語りかけた。拍手のあと池田は、候補の人選などについてもすべて党に一任したいと思う、と付け加えた。2月12日、公明党は中央幹部会を開き、創価学会理事の阿部憲一を擁立する方針を決定。翌13日に開かれた第4回党大会で阿部の擁立は満場一致で可決され、党独自の候補として出馬することが正式に決まった。また、41歳の竹入義勝が党委員長に、34歳の矢野絢也が書記長に抜擢され、執行部が一新された。『朝日ジャーナル』3月5日号は「池田会長は学会員の意見を“民主的に”集約して、党に伝えるという形式をとっているが、2月5日の時点ですでに池田の意中の人物は決まっていたと想像される」と報じた。
民社党においては、衆議院議員2期目の麻生良方が立教大学総長の松下正寿に目を付け、自ら松下に打診した。当時、松下は民社党・同盟系の核兵器禁止平和建設国民会議（核禁会議）の議長を務め、大集会の折には立正佼成会をうまく使うなど諸宗教工作に長けていた。また、安保闘争のさなかにはキリスト教系の慈善団体「ワールド・ビジョン」のロバート・ピアス会長の協力を得て、クリスチャン・クルセードという反共の音楽会、説教会を催した。アジア太平洋反共連盟の国際大会「アジア人民自由擁護大会」では主席委員に名を連ねた。候補者として打ってつけの人物だった。
2月15日、民社党委員長の西尾末広は、共産党の都政進出を阻止することを目指し、松下の擁立を決定した。民社党は、自民党、社会党に共同推薦を求めた。
この頃、日本共産党は元衆議院議員の米原昶を公認候補とすると発表。
2月14日、太田薫は、箱根町湯本で開かれた合化労連の臨時大会で不出馬の意向を正式に表明した。人選が振り出しに戻ると、社会党書記長の成田知巳らは候補を、鈴木茂三郎、河野密、木村禧八郎、阪本勝、美濃部亮吉の5人にしぼった。そこへ労農派グループの高橋正雄から美濃部かつぎ出しの動きが出たため、渡りに船と、成田はこれに飛びつき、横浜市長の飛鳥田一雄に、美濃部に対する打診を依頼した。飛鳥田はただちに美濃部を訪問するも断られた。飛鳥田は成田に、師匠格の大内兵衛に頼む以外に道はない、と話した。
2月16日午後、成田、大内、飛鳥田らは美濃部に会い、立候補を要請した。美濃部は「立候補しないとは言わないが、今、やるとも言えない」と答えた。同日夜、社会党からの要請に対し美濃部は「社会党は今、地くずれ的な状態にあり、東京都知事選挙に勝つことは意義が大きい。私が選挙に出て役立つならば、つまり、社会的には出馬要請を受けるべきだとも考えているが、私自身は学者、文筆業の方が性に合っていると思うし政治家になるにはとても自信がない」と語った。3月で東京教育大学の定年を迎え、4月からは埼玉大学への再就職が内定していた事情もあった。
2月17日午前、美濃部は鎌倉の大内を訪ね、相談した結果、改めて要請を辞退した。
同日午後、共産党書記長の宮本顕治は成田に「美濃部氏が立候補することになれば、わが党として美濃部氏を推すとの方針を決めた」と電話。公認候補の米原昶を取り下げる覚悟を伝えた。
同日17時から21時半過ぎまでかけて、党委員長の佐々木更三、成田、元委員長の鈴木茂三郎、総評議長の堀井利勝らは赤坂のホテルで美濃部と大内をひざ詰めで説得したが、出馬辞退の決意は変わらなかった。
2月18日午前、成田は市川房枝に「美濃部氏に立候補されるようおすすめ願いたく、その件で面会したい」と電話した。同日15時、成田と党教育宣伝局長の高沢寅男は市川を訪ね、美濃部に断られた一件を話した。
2月19日朝、市川が美濃部に電話し立候補を促すと、美濃部は「今日鎌倉に行き、皆さんと相談することにしている」と答えた。同日午後、鎌倉の大内の自宅で、大内一門の評定が行われた。美濃部のほか有沢広巳、脇村義太郎らが集った。鎌倉には佐々木、成田、堀井、党東京都本部書記長の曽我祐次らが旅館に陣取り、評定の成り行きを見守った。評定の結果、「条件が容れられるのなら、出ることもやむを得ない」という結論が出た。美濃部は旅館に赴き、条件付き出馬受諾を回答した。条件は後日提出すると述べた。このとき成田は大粒の涙を流したといわれる。
2月21日、社会・民社・公明の三党は国会対策委員長会談で、5項目にわたる政策協定を結んだ。
2月22日、社会党委員長の佐々木は、京都市長の井上清一の死去に伴う市長選挙に社会・共産推薦で立候補した富井清の応援のため、同市を訪れた。そして記者会見の場で「民社党は第二保守党」と発言した。これを聞いた民社党書記長の西村栄一は「三党政策協定ができたばかりのところへ、わが党を侮辱するとは何事だ」と怒り、「社会党は第二共産党」と言い返した。民社党は美濃部がマルクス経済学者であるとの理由で、共闘を拒絶。また社会党も、民社党の推す松下が核禁会議の議長であることを問題視して決裂した。
2月25日、美濃部は学士会館に赴いた。会議室の一方のテーブルには、美濃部、大内、高橋正雄、都政調査会理事の小森武の4人が座り、成田、同党の木村禧八郎、総評議長の堀井らと向かい合った。この席で美濃部が示した「出馬にあたっての条件」を党は全面的に受け入れ、これに伴い美濃部の出馬が正式に決まった。会合終了後、美濃部らは日本共産党本部を訪問。宮本顕治書記長に出馬の意向を伝えた。同日17時30分、美濃部は高橋、小森と同伴で渋谷区代々木の婦選会館に市川房枝を訪ね、知事選での支持を要請した。市川は応援を約束し、「日本婦人有権者同盟は絶対中立なので、先ほど規約に基づいて会長を辞任しました」と述べた。小森が「当選することよりも理想選挙をすることに意義がある」と言うと、市川は「革新政党には文書違反が多いから気を付けてほしい。もし違反が出たら、直ちに支持をやめます」とくぎをさした。
自民党の都連はほぼ鈴木俊一に決めていたが、佐藤栄作と福田赳夫幹事長は世論調査の結果を受けて、鈴木では勝ち目は薄いとみていた。そして民社党との協力体制が必要と考えていた。ただしこの場合、民社党がひと足先に決めた松下ではなく、できれば別の候補を擁立することを望んだ。八幡製鐵副社長の藤井丙午に打診するも断られてしまう。西尾は佐藤に直接電話し、決断を迫った。その頃、経済同友会代表幹事の木川田一隆が松下でいくべきと佐藤に進言した。ついに佐藤は松下に踏み切り、都連の了解工作を安井謙に一任した。安井は都連の幹部たちを個別に訪問し、なんとか説得にこぎつけた。2月24日未明、安井は佐藤の私邸を訪れ、報告。佐藤は夜が明けるや否や、福田と都連会長の賀屋興宣を招き、松下に決断した旨を伝えた。同日、佐藤、西尾、松下の三者会談がもたれ、両党首からと都知事選出馬を要請し、松下はこれを受諾。民社党・自民党の共同推薦が決まった。
松下の選挙母体「都政懇談会」の会長には大濱信泉が就き、事務局長には核禁会議専務理事の紀平行雄が選ばれた。選挙事務長は賀屋興宣、副事務長は安井謙と麻生良方が就いた。
2月27日、京都市長選挙の開票が行われ、社会・共産推薦の富井清が自民・民社推薦の八杉正文を小差で破り初当選した。この知らせは社会党本部の首脳たちを喜ばせた。『読売新聞』同日付の夕刊には、「余勢借り都でも勝つ」との成田書記長の談話が掲載された。
3月11日、社会党東京都本部と共産党東京都委員会の政策協定の調印と、美濃部の選挙母体「明るい革新都政をつくる会」（現・革新都政をつくる会）のよびかけ人の会が、平河町の都市センターで並行して行われた。よびかけ人の会には両党幹部、労組幹部のほか、大内兵衛、市川房枝、中野好夫、柳田謙十郎らが参加した。政策協定の中心は「明るい革新都政をつくる会」の性格、運営の方針をとりきめるもので、選挙運動推進の任務は、会の内部に設けられた社共連絡会議に委任され、その業務はすべて事務局長（社会党）と次長（共産党）の合意が必要と定められた。すなわち社共の主導権が優先するとされた。数日後、大内はこれに対抗する文書を作成し、当時社会党本部職員だった伊藤茂に「これを30部刷って、私の指名する者に一部ずつ渡して、意見を聞き、それをまとめて知らせてください」と依頼した。文書は「明るい会は社共のものではない。革新都政を望む全国すべての人に開かれた組織でなければならない」と謳われていた。
自民党の福田幹事長と民社党の西村書記長は財界に5億円の献金の調達を依頼した。3月13日、東京商工会議所の足立正会頭、経済団体連合会の佐藤喜一郎副会長、経済同友会の木川田代表幹事、日本経営者団体連盟の今里広記総理事の財界4首脳は、各業種団体の専務理事クラス約60人を大手町のパレスホテルに招き、松下の顔見世を行った。自民党からは福田と都連会長の賀屋が出席し、松下を勝たせるための全面的協力を要請した。
3月16日、「明るい革新都政をつくる会」の結成総会が九段会館で行われるが、それに先立ち館内の別室で代表者委員会が開かれた。大内は20人ほどの各団体幹部を前にして、共産党書記長の宮本顕治に「宮本君、私の意見に反対ですか」と尋ねた。宮本が「反対です」と答えると、大内は「ああそうですか。じゃあ私、美濃部を連れて帰ります」と言って立ち上がった。そこから大内、成田、宮本の3人だけの話し合いが行われ、両党党首はついに折れ、総会直前に会則の原案は修正された。総会では代表委員に大内兵衛、市川房枝、海野普吉、中野好夫、松本清張、柳田謙十郎の6人が選出された。この6人を中心とした代表委員会で運営され、その下に参加団体から選ばれた19人で構成される幹事会を置き、さらにその下で社会党、共産党など各党が活動することが定められた。当時は画期的な試みだった。代表委員はその後、佐々木更三、野坂参三、堀井利勝、佐藤芳夫、東山千栄子、野上弥生子、平塚らいてうが加わり計13人になった。
美濃部は小坂順造の長女の百合子と結婚し子どもももうけていたが、出馬表明した当時はすでに離婚し、再婚していた。女性票の行方を心配した市川は美濃部の自宅を訪問し、「つまらぬ噂の種となる前に公けにするように」と進言した。美濃部はそのとおりに従った。
創価学会と反目する新日本宗教団体連合会（新宗連）は松下の支援を決定した。妙智会教団に本部を置く時局対策宗教者会議は3月3日に松下推薦を決定した。キリスト教の老舗の専門紙『キリスト新聞』は松下が信者であることを理由に社説で「クリスチャン知事を出せ」と説いた。日本基督教団総会議長の鈴木正久と東京神学大学学長はこれに抗議する形でただちに美濃部支持を表明した。キリスト新聞には社説に対する反論の投書が殺到した。市川房枝の古巣の日本婦人有権者同盟では、中心メンバーのなかに「共産党が支持しているから」との理由で松下を熱心に応援する者がいた。
3月19日は松下、美濃部、阿部の3候補が出演する東京12チャンネルのテレビ討論会の録画撮りが行われる予定であった（放送は翌20日）。ところが三多摩地区での劣勢を危惧した松下陣営は、それまで入ったことのなかった三多摩の遊説を優先。2日前の17日に急遽時間変更を申し入れるが、調整は実らず放送は取りやめとなった。東京12チャンネル、美濃部、阿部は「公器を無視している」と松下を非難した。
松下は17日、共立講堂で「美濃部氏が当選すれば共産革命で東京は火の海になり、東京が一発やられれば日本は半分やられたことになる」と訴えた。また、選挙母体の都政懇談会の機関紙「みんなの都政」第3号は「みのべは中国の周恩来首相に支持されて立候補した」と記事にした。

### 3月21日告示
3月21日、告示。松下、美濃部、阿部のほか、3度目の都知事選となる大日本愛国党の赤尾敏、世界連邦日本国民会議公認の深作清次郎、元報知新聞記者の野々上武敏ら計10人が立候補した。野々上は松下と親交があり、美濃部に対する減票工作のため『水戸（みのべ）』の通名使用届を東京都選挙管理委員会に提出したが却下された。また、前回の都知事選で3候補を擁立するなど過激な選挙闘争を見せた肥後亨グループの残党の一人で「自由民主党友会」公認の渡辺清行は、自由民主党が推薦する松下が無所属で立候補しているため一部の有権者に混乱を生じさせ、松下に対する減票工作を敢行した。松下はこの日、銀座四丁目交差点の三越わきに選挙事務所を開設した。3月27日、松下は立教大学総長を辞任。
4月5日、東京都の22の区で、都知事選と同日選挙となる区議会議員選挙が告示された。
同日、松下は多摩地域を佐藤首相とともに遊説。その日の立会演説会（各候補者が政見を発表し合う演説会。1983年の法改正で同制度は廃止）は3回予定されていた。2回目の小平市の立会演説会に出たあと、松下は東京都議会議員の土方洋一の東村山市の自宅で倒れるように眠った。体温は39.8度だった。松下の側近は3回目の久留米町（現・東久留米市）の立会演説会は欠席と一旦周囲に伝えたが、陣営は松下に「今日休むと大変なことになるから5分でもいいから演説してほしい」と頼み込んだ。松下は持ち時間14分いっぱいに演説した。土井の家に戻ると、都心から招かれた医師は「急性肺炎と極度の心臓衰弱」との診断を下した。
この日、佐藤は11か所で街頭演説を行い、「佐藤内閣に対決するというような候補者が当選しても、私が協力する義務はない」と述べた。そして、「現在の地方自治は二割自治、三割自治と言われており、たとえば中央高速道路の建設ひとつにしても中央政府と協調していかなければうまくいかないのが実情だ」と遠回しに脅しをかけた。翌4月6日、朝刊がこれをとりあげ、同日の衆議院予算委員会で社会党衆議院議員の中沢茂一は「公職選挙法136条でいうところの利益誘導だ」と批判した。中沢は「美濃部候補が当選した場合は、中央道は打ち切るのか。中央道ができるためには松下候補を当選させなければいけないと言わんばかりではないか」と佐藤を追及した。
急性肺炎と診断された松下はそのまま4月10日朝まで土井邸で静養した。それから赤坂プリンスホテルに赴き、夜まで一日部屋で静養した。「松下再起不能説」は他陣営のあいだにも広がり、11日から松下は微熱をおして街頭演説した。美濃部は61項目にのぼる社共政策協定を下敷きにしてつくられた公約を訴えたが、松下は対照的に「佐藤首相、西尾委員長とはツーカーの間柄だから、面倒な政策協定などは要らない」としばしば演説で述べた。
都知事の東龍太郎は選挙戦の大詰めで、「これまでの都政をまったく否定し、覆そうという人に都政を任せるわけにいはいかない」「都政が私有財産なら、私は文句なく松下氏に渡している」と演説した。
4月13日、朝日新聞社は、10日と11日の両日に実施した情勢調査の結果を発表。「美濃部が松下とほとんど互角の形勢ながら、わずかに頭一つを出している。この両者を阿部が追う」と報じた。
選挙戦最終日の4月14日、松下は20時まで佐藤首相とともに選挙カーの後部バルコニーで沿道の人々に手を振り続けた。22時過ぎに銀座の選挙事務所に戻った松下は記者に対し「（立教大）総長時代は立場上、共産主義はきらいだなんて言えなかったが、選挙演説では堂々と私の信念を述べることができた。ヤジりたおされるものと覚悟していたのに聴衆が実に静かに聞いてくれて、気持ちがよかった」と語った。民社党都連会長の麻生良方、当時党委員会事務局長を務めていた伊藤郁男、党職員の平林嘉次郎の3人は、焼き鳥でも食べて帰ろうという話になり、21時の終了のベルが鳴ると銀座の事務所を出た。店に向かう途中で麻生は伊藤らに「負けたよ」と言った。「なぜですか」と伊藤が問うと、麻生は「浮動票を五分五分にまでもっていけると思った。しかしついにできなかった」と答えた。

### 文化人、芸能人らによる応援
この選挙ではそれまで類を見ないほど、文化人や学者、芸能人、スポーツ選手らが候補者の支持表明を行った。選挙カーに乗って演応援演説したり、推薦人に名前を差し出したりする以外にも、自宅の玄関に自筆の推薦文を張り付けたり、候補者の護衛役を買って出たり、ポスターのモデルを引き受けたりするなど様々な政治参加がみられた。手塚治虫が表紙を描いた美濃部陣営の宣伝パンフレットは「アトムパンフ」として広く浸透し、藤子不二雄のオバケのQ太郎もパンフレットに登場した。
社会党の関連団体の財団法人社会新報は3月10日、『わが愛する東京―革新都政に期待する』と題する書籍を出版。吉永小百合、淡谷のり子ら著名人27人がそれぞれ、都政に対する思いを綴った。その中には東京大学総長の大河内一男、同大学法学部長の辻清明、和光大学学長の梅根悟など大学で要職にある者も含まれていた。
公明党推薦の阿部憲一は選挙はあくまで政策によって争われるべきとして、いわゆる著名人を表に立てての選挙運動はしなかったため、応援は美濃部と松下に集中した。以下は支持表明または応援をした者の内訳である（「明るい革新都政をつくる会」代表委員などは除く）。
美濃部亮吉 - 松岡洋子、岡村昭彦、芦田伸介、竹腰美代子、中村錦之助、淡路恵子、有吉佐和子、猪熊功、樫山文枝、小田実、吉永小百合、藤子不二雄、望月優子、渥美清、市川雷蔵、緒形拳、勝新太郎、加東大介、小林桂樹、沢村貞子、高峰秀子、長門裕之、南田洋子、淡谷のり子、久保田正文、佐多稲子、辻清明、中村哲、野間宏、野村平爾、日高六郎、深尾須磨子、松尾均、丸岡秀子、宮澤俊義、手塚治虫、南原繁、都留重人、東畑精一、丸山眞男、芥川也寸志、秋山ちえ子、植村環、久保田きぬ子、鍛冶千鶴子、上代たの、上坂冬子、戸塚文子、土門拳、広津和郎、宇野重吉、永六輔、三國連太郎、羽仁説子
松下正寿 - 大松博文、北の富士勝昭、長嶋茂雄、山岡荘八、園まり、桶谷繁雄、大濱信泉、菊田一夫、平林たい子、小汀利得、鳩山薫、渋沢秀雄、三船敏郎、乙羽信子、矢部貞治、細川隆元、御手洗辰雄、灰田勝彦、宮城千賀子、コロムビア・ローズ、和泉雅子、桑野みゆき、加山雄三

## ギャラリー

左から佐藤栄作、松下正寿、民社党書記長の西尾末広（2月24日）
美濃部亮吉と社会党、総評幹部ら（2月25日）
美濃部と共産党幹部ら（2月25日）
大内兵衛と美濃部（2月25日）
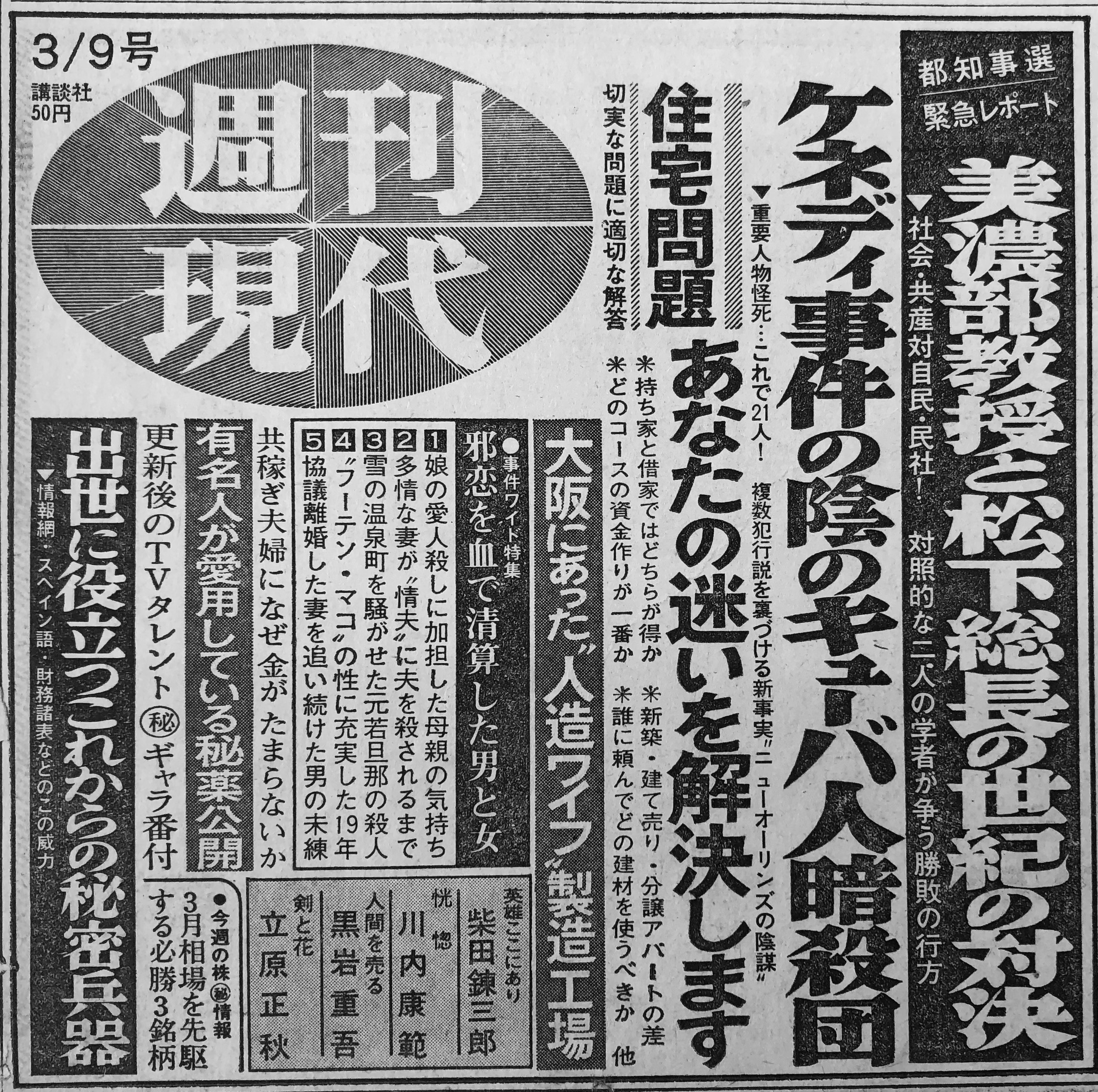
「美濃部教授と松下総長の世紀の対決」との見出し（週刊現代1967年3月9日号）
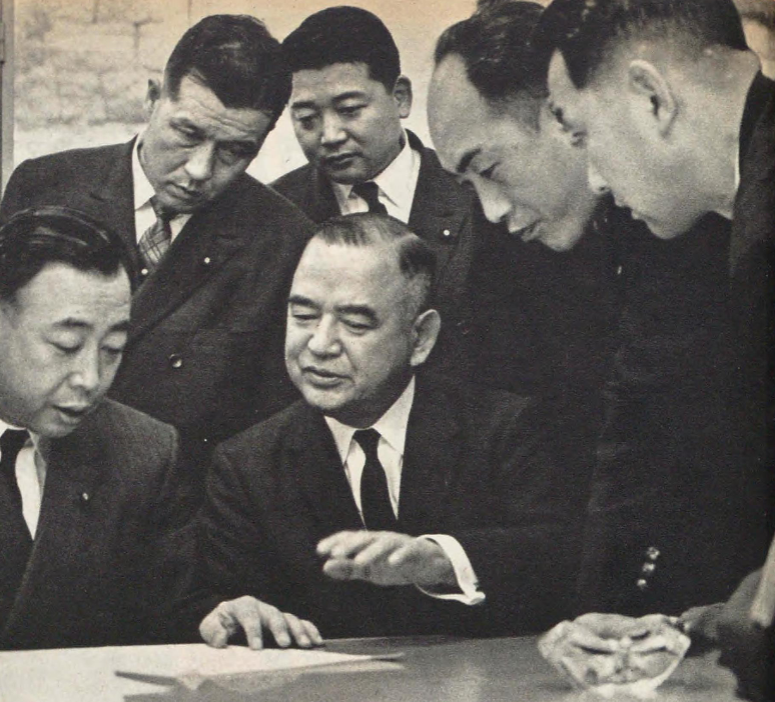
公明党委員長の竹入義勝（左側）と阿部憲一（中央）
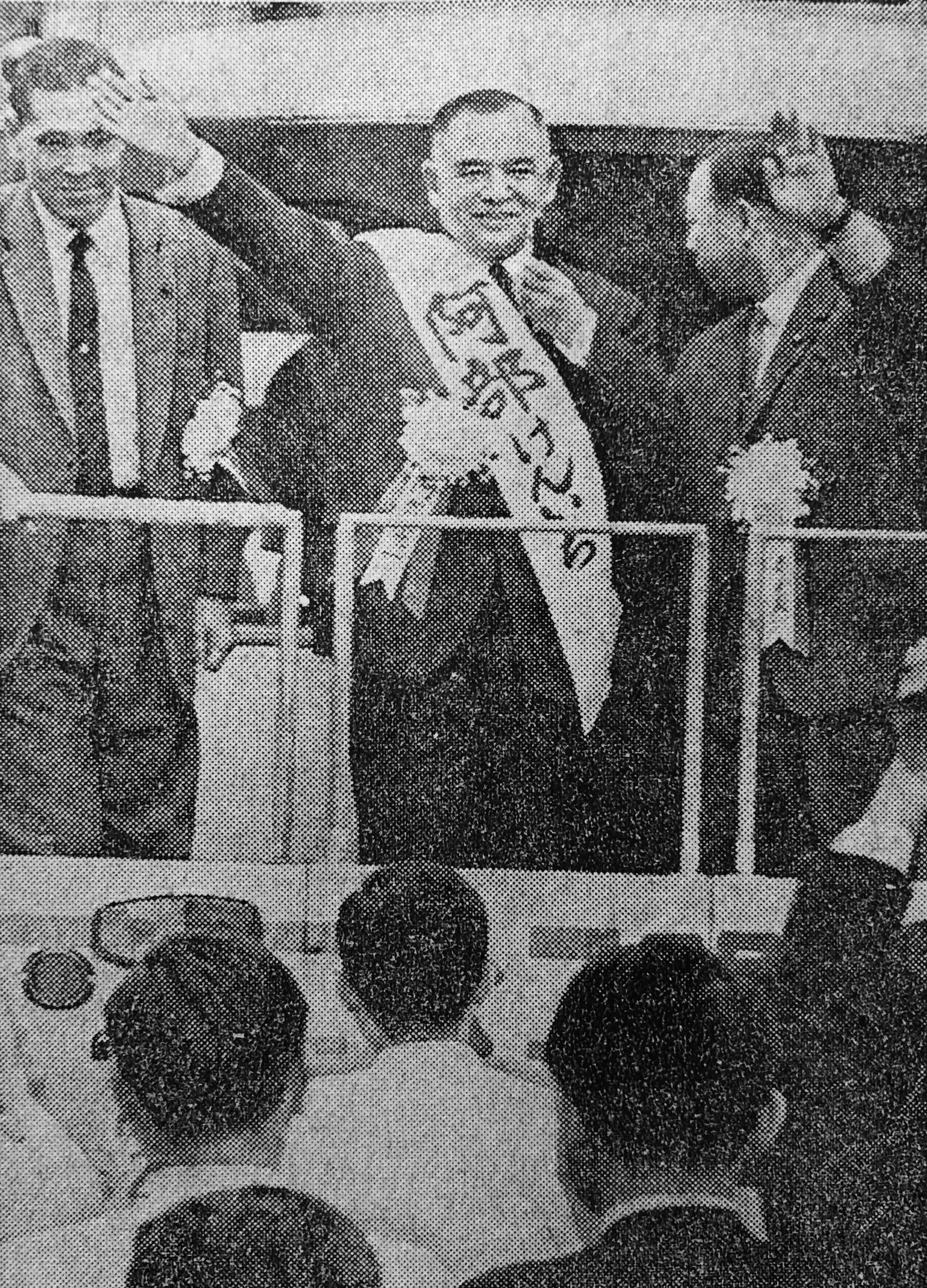
阿部憲一（3月21日）
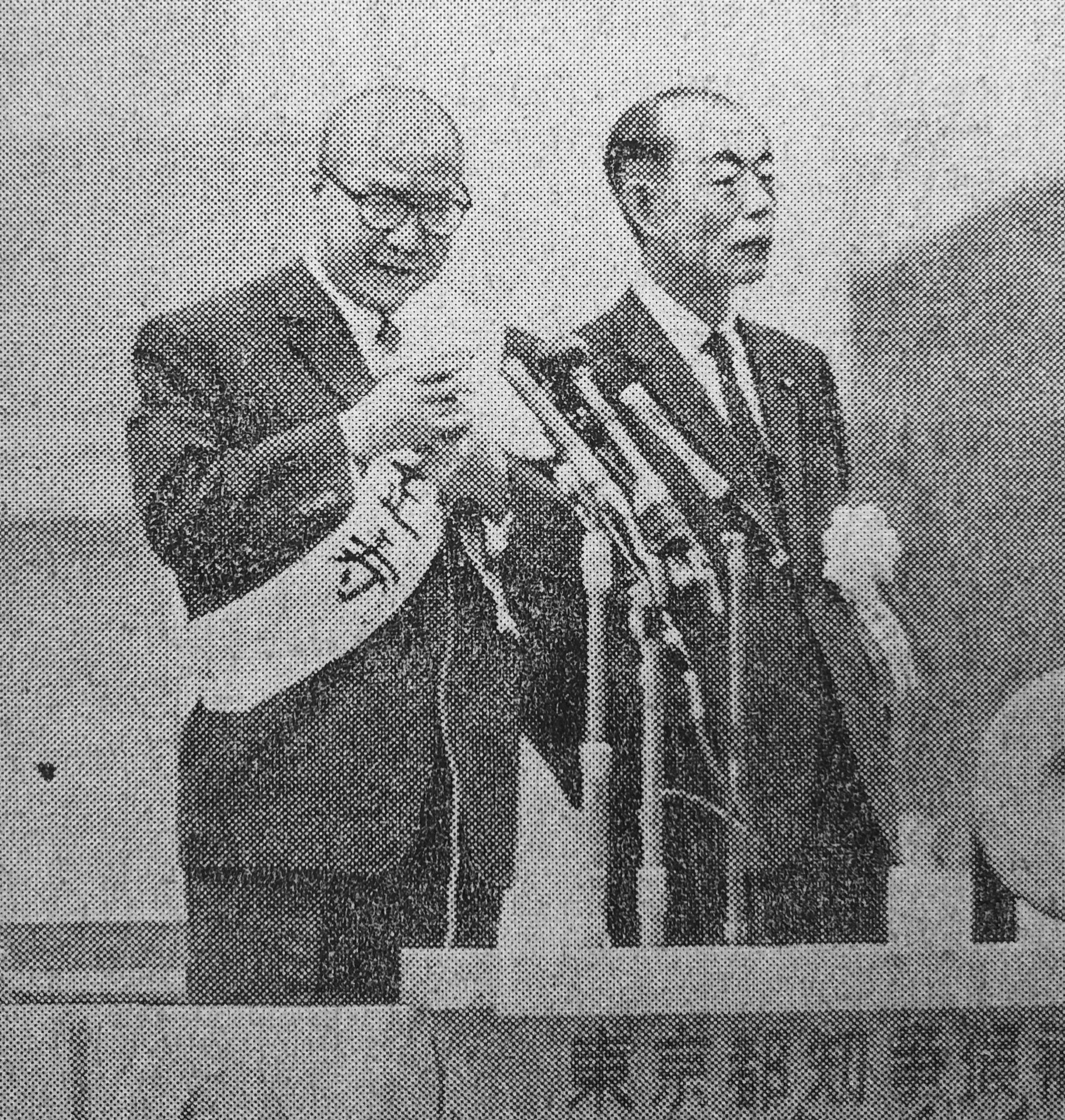
松下、福田赳夫（3月21日）
美濃部の街宣車
左から佐々木更三、市川房枝、美濃部、野坂参三

## 立候補者
10名、五十音順。
| 立候補者名                         | 年齢 | 新旧 | 党派                                       | 肩書き                                   |
| ---------------------------------- | ---- | ---- | ------------------------------------------ | ---------------------------------------- |
| 赤尾敏 （あかお びん）             | 68   | 新   | 大日本愛国党                               | 大日本愛国党総裁、元衆議院議員           |
| 阿部憲一 （あべ けんいち）         | 57   | 新   | 無所属 （公明党 推薦）                     | 澁澤海運社長、創価学会理事               |
| 久保義一 （くぼ よしかず）         | 49   | 新   | 無所属                                     | 街宣右翼                                 |
| 清水亘 （しみず わたる）           | 57   | 新   | 議会主義政治擁護国民同盟                   | 政治活動家、議会主義政治擁護国民同盟代表 |
| 野々上武敏 （ののがみ たけとし）   | 57   | 新   | 首都政財擁護同盟 （都政浄化刷新連盟 推薦） | 元報知新聞記者                           |
| 深作清次郎 （ふかさく せいじろう） | 55   | 新   | 世界連邦日本国民会議 （日本青年社 推薦）   | 著述業                                   |
| 松下正寿 （まつした まさとし）     | 66   | 新   | 無所属 （自民党・民社党 推薦）             | 弁護士、立教大学総長                     |
| みのべ亮吉 （みのべ りょうきち）   | 63   | 新   | 無所属 （社会党・共産党 推薦）             | マルクス経済学者、東京教育大学教授       |
| 与那嶺真貞 （よなみね さねさだ）   | 49   | 新   | 無所属                                     |                                          |
| 渡辺清行 （わたなべ きよゆき）     | 59   | 新   | 自由民主党友会                             |                                          |

## 選挙結果
4月15日、土曜日に投票。投票率は67.49%で、前回1963年の67.74%を僅かに下回った（前回比 -0.25%）。投票者数は501万6522人。男246万7296人、女254万9226人で、公選第1回の都知事選以降、初めて女の数が男の数を上回った。
4月16日、日曜日に開票。候補者別の得票数の順位、得票数、得票率、惜敗率、供託金没収概況は以下のようになった。供託金欄のうち「没収」とある候補者は、有効投票総数の10%を下回ったため全額没収された。得票率と惜敗率は未発表のため暫定計算とした（小数3位以下四捨五入）。
|      | 順位 | 候補者名    | 党派                     | 新旧 | 得票数    | 得票率 | 惜敗率 | 供託金 |
| ---- | ---- | ----------- | ------------------------ | ---- | --------- | ------ | ------ | ------ |
| 当選 | 1    | ■みのべ亮吉 | 無所属                   | 新   | 2,200,389 | 44.46% | ----   |        |
|      | 2    | ■松下正寿   | 無所属                   | 新   | 2,063,752 | 41.70% | 93.79% |        |
|      | 3    | ■阿部憲一   | 無所属                   | 新   | 601,527   | 12.15% | 27.34% |        |
|      | 4    | ■渡辺清行   | 自由民主党友会           | 新   | 42,867    | 0.87%  | 1.95%  | 没収   |
|      | 5    | ■赤尾敏     | 大日本愛国党             | 新   | 16,241    | 0.33%  | 0.74%  | 没収   |
|      | 6    | ■清水亘     | 議会主義政治擁護国民同盟 | 新   | 10,513    | 0.21%  | 0.48%  | 没収   |
|      | 7    | ■久保義一   | 無所属                   | 新   | 8,384     | 0.17%  | 0.38%  | 没収   |
|      | 8    | ■野々上武敏 | 首都政財擁護同盟         | 新   | 2,238     | 0.05%  | 0.10%  | 没収   |
|      | 9    | ■深作清次郎 | 世界連邦日本国民会議     | 新   | 2,184     | 0.04%  | 0.10%  | 没収   |
|      | 10   | ■与那嶺真貞 | 無所属                   | 新   | 903       | 0.02%  | 0.04%  | 没収   |

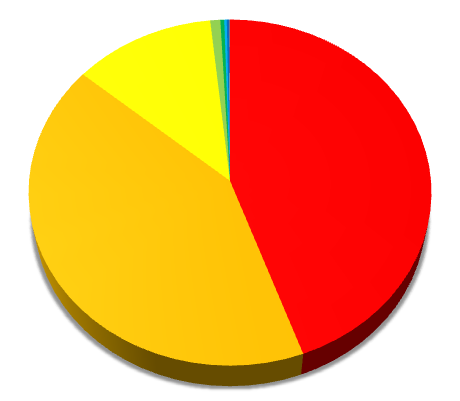
各候補の得票率（得票数の多かった順）

新宿区三光町の美濃部の選挙事務所（4月16日）

終盤における世論調査結果は美濃部リードとするものが多かったが、自民党幹事長の福田赳夫は開票日の16日の朝になっても「30万票の差をつけて勝つ」と言っていた。票差はしだいに開き、午前10時30分で6万票差がついた。松下は、NHKが当確を報じ、陣営から落選を認めるよう要求されてもなお自身の当選を信じて疑わなかった。記者団に対し「なぜ負けたかわかりませんね」と答えた。
美濃部陣営は「東京に青空を」というキャッチフレーズを掲げ、保守知事の長期化で倦怠した都政からの刷新を訴えた。美濃部本人の発案とされるライト・ブルーをチームカラーとして採用し、白抜きのライト・ブルーのバッジを大量に頒布した。一方、松下陣営は大手広告代理店にアイデアを絞らせて、「庶民の松下、底辺の人にやむにやまれぬ思いやりを持つ愛情の松下」というキャッチフレーズを作らせた。美濃部の「アトムパンフ」に対抗するため、ポスターのデザインも泥くささを前面に出した。「美濃部スマイル」の名で好意的に報道された美濃部が松下、阿部らを破り、史上初の革新都知事が誕生した。
4月16日付の『ニューヨーク・タイムズ』は「女性向けの番組で多くの視聴者を持つ左派の経済学者、美濃部亮吉教授が本日、東京都知事選挙で当選確実となった。この勝利は、佐藤栄作首相率いる保守系親欧米政権にとって、首都における屈辱的な後退と受け止められた」「美濃部氏の当選は、世界で最も人口の多い都市において左派勢力の強化を意味し、1970年に日米安全保障条約の見直しが行われる際、親米派の国家指導部に打撃を与えることが予想される」と大々的に報じた。
地域別にみると、美濃部、松下の両候補の得票数は、区部では、美濃部1,747,881票、松下1,715,997票とほぼ互角であった。市部、群部の得票数は、美濃部が447,755票、松下が340,448票と10万票以上の差が生じ、いわゆる三多摩地区の両者の優劣が勝敗を決した形となった。
公式に発表された数値ではないものの、この時の松下の惜敗率は、東京都知事選挙史上における最高記録である。公明党が推す阿部は、創価学会の基礎票による一定の支持を得たものの及ばなかった。同党はこの年以降、現在までに一度も都知事選に党独自候補を擁立していない。